# Something Else by the Kinks
Something Else by The Kinks is een album van de Britse rockband The Kinks uit 1967.
Het werd in 2011 opnieuw uitgebracht als dubbel-cd. De nummers Death of a Clown en Susannah's Still Alive op de remaster van 2011 zijn als single uitgebracht onder de naam Dave Davies maar zijn in werkelijkheid uitgevoerd door The Kinks. Waterloo Sunset was de eerste single van The Kinks in echte stereo.

## Tracks
- "David Watts"
- "Death of a Clown"
- "Two Sisters"
- "No Return"
- "Harry Rag"
- "Tin Soldier Man"
- "Situation Vacant"
- "Love Me Till the Sun Shines"
- "Lazy Old Sun"
- "Afternoon Tea"
- "Funny Face"
- "End of the Season"
- "Waterloo Sunset"

Opnamen: november 1966 t/m juni 1967.

### Remaster 2011
Cd 1 (mono-album met bonusnummers)
- 1. David Watts
- 2. Death of a Clown (Dave Davies)
- 3. Two Sisters
- 4. No Return (Mono Album Version)
- 5. Harry Rag (Mono Album Version)
- 6. Tin Soldier Man (Mono Album Version)
- 7. Situation Vacant (Mono Album Version)
- 8. Love Me Till the Sun Shines (Mono Album Version)
- 9. Lazy Old Sun (Mono Album Version)
- 10. Afternoon Tea (Mono Album Version)
- 11. Funny Face (Mono Album Version)
- 12. End of the Season
- 13. Waterloo Sunset (Mono Album Version)
- 14. Act Nice and Gentle
- 15. Mr. Pleasant
- 16. Susannah's Still Alive (Dave Davies)
- 17. Autumn Almanac
- 18. Harry Rag (Alternate Take)
- 19. David Watts (Alternate Take)
- 20. Afternoon Tea (Canadian Mono Mix)
- 21. Sunny Afternoon (BBC-liveversie)
- 22. Autumn Almanac  (BBC-liveversie)
- 23. Mr Pleasant (BBC-liveversie)
- 24. Susannah's Still Alive (BBC-liveversie)
- 25. David Watts (BBC-liveversie)
- 26. Love Me Till the Sun Shines (BBC-liveversie)
- 27. Death of a Clown (BBC-liveversie)
- 28. Good Luck Charm (BBC-liveversie)
- 29. Harry Rag (BBC-liveversie)
- 30. Little Woman (Backing Track)

Cd 2 (stereo-album met bonusnummers)
- 1. David Watts
- 2. Death of a Clown (Dave Davies)
- 3. Two Sisters
- 4. No Return
- 5. Harry Rag
- 6. Tin Soldier Man
- 7. Situation Vacant
- 8. Love Me Till the Sun Shines
- 9. Lazy Old Sun
- 10. Afternoon Tea
- 11. Funny Face
- 12. End of the Season
- 13. Waterloo Sunset
- 14. Susannah's Still Alive (Dave Davies)
- 15. Autumn Almanac
- 16. Sand on My Shoes
- 17. Afternoon Tea (Alternate Version)
- 18. Mr Pleasant (Alternate Version)
- 19. Lazy Old Sun (Alternate Version)
- 20. Funny Face (Alternate Version)
- 21. Afternoon Tea (German stereo mix)
- 22. Tin Soldier Man (Alternate Backing Track)

Mick Avory · Dave Davies · Ray Davies

John Dalton · Gordon Edwards · Ian Gibbons · John Gosling · Bob Henrit · Andy Pyle · Pete Quaife · Jim Rodford